# Bianca (Sängerin)/Diskografie
Diese Diskografie ist eine Übersicht über die musikalischen Werke der deutschen Schlager- und Volksmusik-Sängerin Bianca und ihrer Pseudonyme wie Angela Burg, Berti Glockner und Rose sowie den Veröffentlichungen unter ihrem bürgerlichen Namen Herlinde Grobe. Ihre erfolgreichste Veröffentlichung ist die Kompilation Wege des Glaubens, die zum Top-10-Album in Deutschland sowie zum Chartalbum in Österreich und der Schweiz avancierte.
Bei der Diskografie ist zu berücksichtigen, dass diese sich nur auf offizielle Tonträger beschränkt. Neben den offiziellen, größtenteils im deutschsprachigen Raum veröffentlichten Tonträgern, erschienen auch diverse unautorisierte Label-Veröffentlichungen. Tonträger, die durch Sublabels aus Werbezwecken und nicht durch die offiziellen Musiklabels erschienen, wurden nicht berücksichtigt.

## Alben

### Studioalben
| Jahr | Titel Musiklabel                                                                      | Anmerkungen                              |
| ---- | ------------------------------------------------------------------------------------- | ---------------------------------------- |
| 1986 | Zaubersee Polydor (KMV)                                                               | Erstveröffentlichung: 1986               |
| 1989 | Von Herz zu Herz auch bekannt als: Die Rosen der Madonna Montana Records (BMG Ariola) | Erstveröffentlichung: 3. Juli 1989       |
| 1991 | Meine Lieder – Meine Welt Montana Records (BMG Ariola)                                | Erstveröffentlichung: 2. April 1991      |
| 1992 | Gefühle bleiben Montana Records (BMG Ariola)                                          | Erstveröffentlichung: 3. August 1992     |
| 1993 | Aus meinem Herzen Montana Records (BMG Ariola)                                        | Erstveröffentlichung: 27. September 1993 |
| 1995 | Aus Träumen erwacht Montana Records (BMG Ariola)                                      | Erstveröffentlichung: 3. April 1995      |
| 1996 | Meine Seele verkauf ich Montana Records (BMG Ariola)                                  | Erstveröffentlichung: 9. September 1996  |
| 1998 | Zwischen Gestern und Morgen Montana Records (WMG)                                     | Erstveröffentlichung: 26. Oktober 1998   |
| 2001 | Ich glaube an die Zukunft der Liebe Montana Records (UMG)                             | Erstveröffentlichung: 3. September 2001  |
| 2004 | Im Namen des Vaters Montana Records (UMG)                                             | Erstveröffentlichung: 18. Oktober 2004   |

### Kompilationen
| Jahr | Titel Musiklabel                                                | Höchstplatzierung, Gesamtwochen, AuszeichnungChartplatzierungen (Jahr, Titel, Musiklabel, Platzierungen, Wochen, Auszeichnungen, Anmerkungen) | Höchstplatzierung, Gesamtwochen, AuszeichnungChartplatzierungen (Jahr, Titel, Musiklabel, Platzierungen, Wochen, Auszeichnungen, Anmerkungen) | Höchstplatzierung, Gesamtwochen, AuszeichnungChartplatzierungen (Jahr, Titel, Musiklabel, Platzierungen, Wochen, Auszeichnungen, Anmerkungen) | Anmerkungen                             |
| Jahr | Titel Musiklabel                                                | DE | AT | CH | Anmerkungen                             |
| ---- | --------------------------------------------------------------- | --- | --- | --- | --------------------------------------- |
| 1997 | Ein Name – Eine Stimme – Eine Frau Montana Records (BMG Ariola) | — | — | — | Erstveröffentlichung: 21. April 1997    |
| 2002 | Blumen der Liebe Montana Records (Koch)                         | — | — | — | Erstveröffentlichung: 5. Juli 2002      |
| 2022 | Wege des Glaubens Telamo (WMG)                                  | DE3 (15 Wo.)DE | AT19 (2 Wo.)AT | CH76 (1 Wo.)CH | Erstveröffentlichung: 21. Januar 2022   |
| 2022 | Die Rosen der Madonna Telamo (WMG)                              | DE3 (2 Wo.)DE | AT7 (1 Wo.)AT | CH28 (1 Wo.)CH | Erstveröffentlichung: 3. Juni 2022      |
| 2023 | Best of Telamo (WMG)                                            | DE2 (2 Wo.)DE | AT11 (1 Wo.)AT | — | Erstveröffentlichung: 6. Oktober 2023   |
| 2024 | Melodien der Herzen Telamo (WMG)                                | DE53 (1 Wo.)DE | — | — | Erstveröffentlichung: 15. November 2024 |

### Weihnachtsalben
| Jahr | Titel Musiklabel | Anmerkungen                            |
| ---- | --- | -------------------------------------- |
| 1995 | Ein Stern erstrahlt – Lieder zur Weihnachtszeit auch bekannt als: Blumen aus Eis (Weihnacht in den Herzen) Montana Records (BMG Ariola) | Erstveröffentlichung: 16. Oktober 1995 |
| 2006 | Festliche Weihnacht Montana Records (UMG)                                                                                               | Erstveröffentlichung: 3. November 2006 |

## Singles
| Jahr               | Titel Album                                                                       | Anmerkungen                                                               |
| ------------------ | --------------------------------------------------------------------------------- | ------------------------------------------------------------------------- |
| als Berti Glockner |                                                                                   |                                                                           |
|                    |                                                                                   |                                                                           |
| 1965               | Schöne Mädchen küssen gern –                                                      | Erstveröffentlichung: 1965                                                |
| 1965               | Du fehlst mir so –                                                                | Erstveröffentlichung: 1965                                                |
| 1965               | Ich weiß, ich weiß –                                                              | Erstveröffentlichung: 1965                                                |
| 1966               | Winchester Cathedral (Versuch es noch einmal) –                                   | Erstveröffentlichung: 1966 Original: New Vaudeville Band                  |
| 1966               | Ihr wart doch auch nicht anders –                                                 | Erstveröffentlichung: 1966 mit Thommy                                     |
| 1966               | Schreib mir keine Liebesbriefe –                                                  | Erstveröffentlichung: 1966                                                |
| 1967               | Lemon Baby –                                                                      | Erstveröffentlichung: August 1967                                         |
| 1968               | Die Sirene –                                                                      | Erstveröffentlichung: 1968 Original: Arlette Zola – Le marin et la sirène |
| als Angela Burg    |                                                                                   |                                                                           |
|                    |                                                                                   |                                                                           |
| 1973               | Ich schenke dir die große Liebe –                                                 | Erstveröffentlichung: 1973                                                |
| als Herlinde Grobe |                                                                                   |                                                                           |
|                    |                                                                                   |                                                                           |
| 1975               | Mon ami, c’est la vie –                                                           | Erstveröffentlichung: Juni 1975                                           |
| 1977               | Der Junge, den ich nie vergessen kann –                                           | Erstveröffentlichung: März 1977                                           |
| als Rose           |                                                                                   |                                                                           |
|                    |                                                                                   |                                                                           |
| 1981               | Mr. Sandman –                                                                     | Erstveröffentlichung: 1981 mit Marie; Original: Vaughn Monroe             |
| als Bianca         |                                                                                   |                                                                           |
|                    |                                                                                   |                                                                           |
| 1986               | Monte Castello Zaubersee                                                          | Erstveröffentlichung: November 1986                                       |
| 1988               | Fado –                                                                            | Erstveröffentlichung: 1988                                                |
| 1989               | Die Rosen der Madonna Von Herz zu Herz                                            | Erstveröffentlichung: September 1989                                      |
| 1990               | Lieber Gott, laß uns erhalten / Ich träume in der Heide Meine Lieder – Meine Welt | Erstveröffentlichung: 1990                                                |
| 1991               | Schöner Rosengarten Meine Lieder – Meine Welt                                     | Erstveröffentlichung: 1991                                                |
| 1992               | Und dann schauen mich zwei große, blaue Kinderaugen an Meine Lieder – Meine Welt  | Erstveröffentlichung: 1992                                                |
| 1992               | Engel von San Capitello Gefühle bleiben                                           | Erstveröffentlichung: 1992                                                |
| 1993               | Und der Wind nahm das Lied Gefühle bleiben                                        | Erstveröffentlichung: 1993                                                |
| 1993               | Michelangelo Aus meinem Herzen                                                    | Erstveröffentlichung: 1993                                                |
| 1994               | Licht der Liebe – Luce d’amore Aus Träumen erwacht                                | Erstveröffentlichung: 1994                                                |
| 1995               | Mein Herz hat eine große Tür Aus Träumen erwacht                                  | Erstveröffentlichung: 1995                                                |
| 1995               | Sterne über den Bergen Aus Träumen erwacht                                        | Erstveröffentlichung: 1995                                                |
| 1996               | Und in Val Campano ist Frühling Meine Seele verkauf ich                           | Erstveröffentlichung: 1996                                                |
| 2007               | Die Lerche singt ihr Abschiedslied Von Herz zu Herz                               | Erstveröffentlichung: 2007                                                |

## Promoveröffentlichungen
| Jahr | Titel Album                             | Anmerkungen                |
| ---- | --------------------------------------- | -------------------------- |
| 1998 | Wo warst du Zwischen Gestern und Morgen | Erstveröffentlichung: 1998 |

## Statistik

### Chartauswertung
|                     | DE    | AT    | CH    |
| ------------------- | ----- | ----- | ----- |
| Nummer-eins-Alben   | DE—DE | AT—AT | CH—CH |
| Top-10-Alben        | DE3DE | AT1AT | CH—CH |
| Alben in den Charts | DE4DE | AT3AT | CH2CH |